# Tim Sherwood
Timothy "Tim" Sherwood (St Albans, Inglaterra, 6 de febrero de 1969) es un exfutbolista y entrenador inglés. Se desempeñaba como centrocampista y estuvo considerado uno de los futbolistas ingleses más talentosos de la década de los 90. Actualmente es el director deportivo del Swindon Town.

## Carrera como jugador
Sherwood jugaba como centrocampista, debutando profesionalmente en 1987 con el Watford FC. Dos años después, fichó por el Norwich City, donde aumentó su participación tanto en el equipo como a nivel goleador. Posteriormente se incorporó al Blackburn Rovers, donde jugaría 7 años. También pasó por el Tottenham Hotspur y el Portsmouth FC. Se retiró en 2005, en las filas del Coventry City.
También jugó en 3 ocasiones con la selección absoluta inglesa.

## Carrera como entrenador
Tottenham Hotspur
En octubre de 2008, se incorporó al staff técnico del Tottenham Hotspur de la mano de Harry Redknapp. En la temporada 2012-13, entrenó al equipo sub-21 del club, que fue subcampeón de la Professional Development League.
En diciembre de 2013, fue promocionado a entrenador interino del primer equipo tras la destitución de André Villas-Boas, siendo posteriormente confirmado por el resto de la temporada y la próxima. Llevó a los Spurs de la 7.ª posición en la jornada 16 al 6.º puesto final en la Premier League 2013-14, obteniendo así la clasificación para la Europa League, pero no continuó al frente del equipo londinense.
Aston Villa
El 14 de febrero de 2015, vuelve a los banquillos al ser contratado por el Aston Villa hasta 2018. El equipo de Birmingham ocupaba puestos de descenso tras 25 jornadas de la Premier League, por lo que el objetivo de Sherwood era conseguir la permanencia, algo que logró con una jornada de antelación pese a perder su partido. También llegó a la final de la FA Cup, pero perdió claramente (4-0) ante el Arsenal.
La temporada 2015-16, los villanos comenzaron de forma negativa, situándose en puestos de descenso al perder 6 de los 8 primeros partidos. Sherwood fue destituido el 25 de octubre de 2015, tras 6 derrotas consecutivas del Aston Villa, que ocupaba el último puesto de la clasificación con 4 puntos en 10 jornadas. Sólo estuvo 8 meses en el cargo, siendo el entrenador más efímero en el banquillo del Villa Park.
Swidon Town
El 10 de noviembre de 2016, fue presentado como nuevo director deportivo del Swidon Town.

## Clubes

### Como jugador
| Club              | País       | Año         | Partidos | Goles |
| ----------------- | ---------- | ----------- | -------- | ----- |
| Watford FC        | Inglaterra | 1987 - 1989 | 32       | 2     |
| Norwich City      | Inglaterra | 1989 - 1992 | 71       | 10    |
| Blackburn Rovers  | Inglaterra | 1992 - 1999 | 246      | 25    |
| Tottenham Hotspur | Inglaterra | 1999 - 2003 | 93       | 12    |
| Portsmouth FC     | Inglaterra | 2003 - 2004 | 30       | 1     |
| Coventry City     | Inglaterra | 2004 - 2005 | 11       | 0     |

### Como entrenador
| Club              | País       | Año         | PJ | G  | E | P  | % v.   |
| ----------------- | ---------- | ----------- | -- | -- | - | -- | ------ |
| Tottenham Hotspur | Inglaterra | 2013 - 2014 | 28 | 14 | 4 | 10 | 54.76% |
| Aston Villa       | Inglaterra | 2015        | 28 | 10 | 2 | 16 | 38.1%  |
| Total             | Total      | Total       | 56 | 24 | 6 | 26 | 46.43% |
| Fuente            |            |             |    |    |   |    |        |

## Palmarés
Blackburn Rovers FC
- FA Premier League: 1994-95
- FA Community Shield: 1994, 1995